# Санагаста
Культура Санагаста, известная также как культура Ангуаласто, возникла на территории Аргентины около 1000 г. н. э. Её центр находился на территории современной провинции Риоха, а влияние распространялось до провинции Сан-Хуан.
Наряду с культурами Белен и Санта-Мария относится к доисторическому периоду Аргентины. Территория культуры Санагаста примерно совпадает с территорией проживания исторических народов диагита и капаянов, исчезнувших после прихода испанцев.
Жители культуры Санагаста занимались сельским хозяйством и собирательством. Охотились на ламу гуанако и нанду при помощи луков и лассо, разводили ламу. Сооружали зернохранилища, загоны для скота из плетёного тростника, наполовину врытые в землю печи.
Керамика Санагасто отличается чёрными геометрическими фигурами на розоватом фоне, клетчатыми и полосатыми мотивами. Характерными являются круглые урны с узким горлышком.
Также обрабатывали металлы, в основном медь, из которой изготавливали пекторали и серьги.
Корзиночные изделия имели спиральную форму. Изготавливали также ткани из растительных волокон и шерсти верблюжьих животных (лама, викунья), из которой делали различного рода одежду — пончо, накидки, шапки, пояса, и др.